# Свет на Кајжарју
Свет на Кајжарју је југословенски и словеначки филм први пут приказан 21. децембра 1952. године. Режирао га је Франце Штиглиц а сценарио је написао Иван Потрч.

## Улоге
| Глумац          | Улога         |
| --------------- | ------------- |
| Јанез Албрехт   | Мухич         |
| Миха Балох      | момак с капом |
| Руса Бојц       | Куварица      |
| Метка Бучар     | Гета          |
| Јосип Данеш     |               |
| Полде Дежман    |               |
| Макс Фуријан    | Орник         |
| Њешка Горјуп    | Рајховца      |
| Вида Јуван      | Лајховка      |
| Мила Качић      | Синковца      |
| Миро Копац      | Врацко        |
| Павле Кович     | Клетар        |
| Елвира Краљ     | Тичковца      |
| Јоже Лончина    | Фрицел        |
| Фране Милчински | Тробентац     |
| Јоже Млакар     | Пастир        |

Остале улоге  ▼
| Глумац             | Улога         |
| ------------------ | ------------- |
| Бојан Пецек        | Филипов       |
| Вика Подгорска     | Јула          |
| Лојзе Потокар      | Жупник Фаркаш |
| Франц Пресетник    | Кулак Синко   |
| Лојзе Розман       | Миличник      |
| Модест Санцин      | Кејац         |
| Татјана Шенк       | Лизика        |
| Владимир Скрбиншек | Тринкхаус     |
| Берт Сотлар        | Тјос          |
| Александер Валич   | Сирк          |
| Власта Жагар       | Лујзика       |
| Милева Закрајшек   | Озмечевка     |
| Иво Зоретић        | Штефек        |

Комплетна филмска екипа  ▼
| Редитељ              | Франце Штиглиц |                   |
| Сценариста           | Иван Потрч     | (новела)          |
| Композитор           | Цилир Цветко   |                   |
| Директор фотографије | Иван Маринчек  |                   |
| Mонтажер             | Франце Штиглиц |                   |
| Сценограф            | Тоне Млакар    |                   |
| Одсек за шминку      | Берта Меглич   | шминкерка         |
| Одсек за шминку      | Жанет Негро    | шминкерка         |
| Помоћник режије      | Јанез Шенк     | помоћник редитеља |
| Одсек за звук        | Херман Кокове  | тонски сарадник   |